# Riu Winnipeg
El riu Winnipeg (en anglès: Winnipeg River; en francès: Rivière Winnipeg) és un curt riu del Canadà que uneix el Llac of the Woods, a la província d'Ontario, amb el llac Winnipeg, a la província de Manitoba. El riu té una llargada de 235 quilòmetres des de la presa Norman, al Districte de Kenora, fins a la desembocadura al llac Winnipeg. La seva conca és 106.500 km², principalment al Canadà, tot i que 29.000 km² pertanyen al nord de l'estat dels Estats Units de Minnesota.